# Cinta magnética

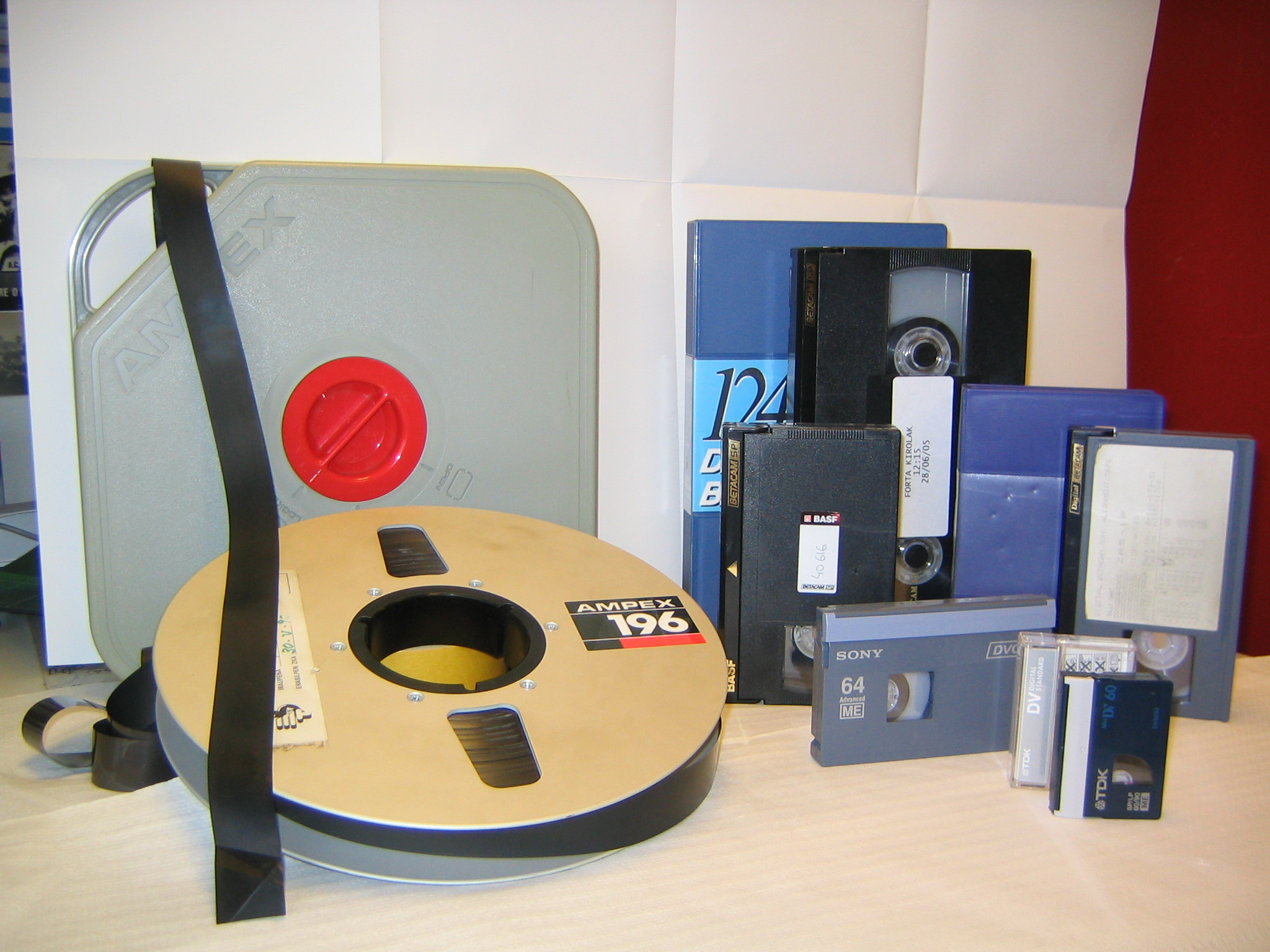
Diferentes cintas magnéticas.

Las cintas magnéticas son un tipo de medio o soporte de almacenamiento de datos que se graba en pistas sobre una banda plástica con un material magnetizado, generalmente óxido de hierro o algún cromato. El tipo de información que se puede almacenar en las cintas magnéticas es variado, como vídeo, audio y datos.
Hay diferentes tipos de cintas, tanto en sus medidas físicas como en su constitución química, así como diferentes formatos de grabación, especializados en el tipo de información que se quiere grabar.
Los dispositivos informáticos de almacenamiento masivo de datos de cinta magnética son utilizados principalmente para respaldo de archivos y para el proceso de información de tipo secuencial, como en la elaboración de nóminas de las grandes organizaciones públicas y privadas. Al almacén donde se guardan estos dispositivos se lo denomina cintoteca.
Su uso también se ha extendido para el almacenamiento analógico de música (como el casete de audio) y para vídeo, como las cintas de VHS (véase cinta de video).
La cinta magnética de audio dependiendo del equipo que la reproduce/graba recibe distintos nombres:
- Se llama cinta de bobina abierta si es de magnetófono.
- Casete cuando es de formato compacto utilizada en pletina o walkman, aunque existen una amplia gama de casetes destinados a audio, video y archivo de información.
- Cartucho cuando es utilizada en cartucheras.

Hoy en día se siguen usando cintas en casetes para resguardo de información, aunque no se trate de un medio masivo, Sony recientemente ha creado una tecnología en la cual se puede almacenar 185 TB de información en cinta magnética.

## Origen de la cinta magnética
Los principios de la grabación magnética fueron obra del inglés Oberlin Smith en 1878. El primer dispositivo de grabación magnética, el Telegráfono (Telegraphone), fue realizado y patentado por el inventor danés Valdemar Poulsen en 1898. Poulsen hizo una grabación magnética de su voz a lo largo de un alambre de piano, con la finalidad de dejar un mensaje grabado en la central telefónica cuando no se encontraban los usuarios en casa, para la compañía en la que trabajaba como técnico.

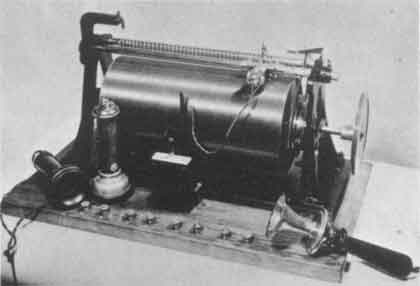
Invento de Valdemar Poulsen de 1898. Grabadora magnética de cable (Telegraphone).

Poulsen, después de haber patentado la aplicación en 1898 en Dinamarca, mejoró su invento; este se parecía al primer fonógrafo de Thomas Edison. A partir de su descubrimiento se dedicó a desarrollar y a registrar por medio de patentes el principio de la grabación magnética en diferentes países de Europa y en Estados Unidos. Presentó su invención en 38 naciones.
Poulsen continuó desarrollando el equipo después de haber colaborado para Mix & Genest, y Siemens & Halske (antecesor de la compañía Siemens), y creó su propia compañía, “Dansk Telegrafonfabrik”, en donde produjo un telegráfono simple con discos que grababan hasta 2 minutos y uno más complejo de cinta de alambre que grababa hasta 30 minutos.
Más adelante se hicieron diferentes modelos de grabadoras magnéticas con el mismo principio de grabación. En Alemania se creó el Magnetófono; esta máquina utilizaba acero sólido en forma de cinta o alambre como medio de reproducción.

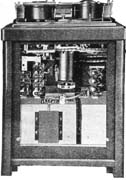
Grabadora telefónica con unidad reemplazable de cinta de alambre (parte superior).

Hubo muchas adaptaciones y diferentes tipos de grabadoras magnéticas de voz, las cuales fueron comercializadas con diferentes usos en oficinas, la radio, la milicia y la telefonía. Cuando se estaban acabando los derechos de patente de Poulsen, Curt Stille —que era el responsable de las investigaciones para mejorar el telegráfono— produjo el ecófono en 1930 y lo dio a conocer en el mercado en 1933 como “Dailygraph”. Stille implementó en la grabadora de mensajes un sistema de carretes con la cinta-cable magnética, los cuales empotró en una repisa especial para reemplazar este componente al dar mantenimiento a la máquina. Esta unidad puede ser considerada el antecedente del formato casete, que permitió manipular fácilmente la cinta de alambre y reemplazar de forma práctica el material grabado.

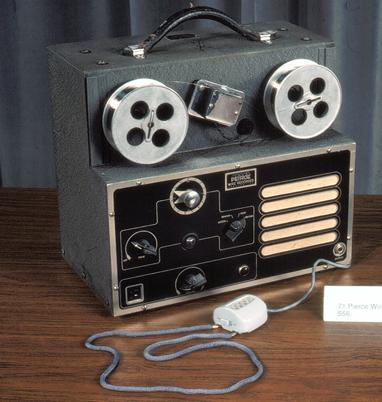
Magnetófono de cinta de alambre (Wire Magnetophone).

Las variantes de materiales en el medio de grabación dependían mucho del equipo en que se reproducía; uno de los que desarrollaron y patentaron la cinta magnética sobre base de papel para sustituir las cintas de acero fue el inventor alemán-austriaco Fritz Pfleumer, quien empleó papel muy delgado con una capa de óxido de hierro pegado con laca. Registró esta adaptación en la patente alemana DRP 500,900 en 1928. Pfleumer posteriormente trabajó y compartió los derechos de autor con la compañía AEG (German General Electric), empresa que continuó desarrollando el magnetófono de cinta magnética y se dedicó a incorporar la mejora de la cinta a base de papel al equipo. Eduard Shüller, que colaboraba para el equipo de ingenieros de AEG, ideó en 1934 un importante cambio: la cabeza de anillo que funcionaba en el equipo para grabar, reproducir y borrar, pero el mecanismo mejorado requería una cinta magnética con diferentes características que la cinta a base de papel.
AEG requirió materiales como el hierro carbónico de la BASF (acrónimo de Badische Anilin und Soda Fabrik, en español: Fábrica Badense de bicarbonato de sodio y anilina), división en Ludwigshafen del gigante mezcladora química I.G. Farbenindustrie., Pfleumer registró una cinta cuyo material avanzado contenía óxido de hierro (magnetita), celulosa y acetato en 1934. Las cintas con base de plástico fueron presentadas comercialmente en 1935 por la BASF en la IFA o Internationale Funkausstellung Berlin (feria de muestras internacional de la radiodifusión de Berlín), y la primera grabación pública fue hecha con la grabadora de cinta de celulosa y acetato de la AEG en 1936 con la Orquesta Filarmónica de Londres, conducida por el Sr. Tomas Beecham en el salón de la compañía BASF en Ludwingsahven (grabación que sería famosa en el material de propaganda de la guerra).
El PVC (Cloruro de Polivinilo) fue utilizado en la cinta magnética como alternativa de producción por sugerencia de Heinrich Jacque (de la BASF) en 1940, debido a la destrucción accidental (causada por un tanque de guerra) de la única planta que manufacturaba la cinta. La otra opción de producción fue desarrollada por personal de la compañía AGFA en Wolfen, que se especializaba en material de películas; allí se produjeron suficientes cintas para cubrir la demanda alemana en 1944.
En Japón, en el año 1929, Masaru Ibuka y el equipo de ingenieros TTK (Compañía de Ingeniería en Telecomunicaciones TTK, por sus siglas en japonés) antecedente de la empresa SONY, en el afán de desarrollar una grabadora de cinta basándose en la grabadora estadounidense, adquirieron con ayuda de Akio Morita patentes de componentes de la grabadora magnética para comenzar su investigación. Como no podían fabricar cintas con plástico, por problemas de disponibilidad de ese material en Japón, las elaboraron al principio con celofán, papel arroz y, por último, papel prensado recubierto de polvo magnético. Para compensar el menor control del papel, el equipo de ingenieros debió trabajar en la mejora de la calidad de los circuitos en las cabezas de grabado, en los sistemas de alimentación y en los amplificadores de la grabadora. En 1950 la primera grabadora de cinta de manufactura local fue comercializada en Japón; la máquina pesaba más de 100 libras (45,4 kg). El nombre comercial de la cinta de papel fue conocido como “Cinta-Soni KA”.
En Estados Unidos de América a partir de 1943, con las investigaciones de la Oficina Federal de Investigación Científica y Desarrollo (OSRD), entidad cuya subdivisión proporcionó información para la grabación magnética y formó parte del inicio de la compañía Brush, los ingenieros se percataron de que el uso de la cabeza de anillo del magnetófono dependía mucho del medio magnético en donde se reproducía. Uno de los colaboradores de Brush que había trabajado para AEG, el Sr. Semi Begun, fue el responsable de mejorar la tecnología de la cinta estando atento al trabajo de Fritz Pfleumer. Begun solicitó la ayuda del Instituto Memorial Battelle para conocer la resistencia de algunos materiales de forma científica y química para poder crear una cubierta de partículas magnéticas.
Gerard Foley trabajó en los experimentos en el Memorial Batelle, se dedicó a hallar materiales magnéticos similares a la cinta de acero, sus primeros intentos no fueron efectivos hasta que descubrió a mediados de 1945 que algunos pigmentos de pintura que eran hechos con partículas magnetizadas artificiales eran mejores que las partículas de origen natural. Logró implementarlos en las primeras pruebas de material de grabación y obtuvo mejores resultados que la cinta-alambre y la aceptación de la compañía para usar sus resultados en la producción de cinta estadounidense.
Brush se dedicó a la manufactura de grabadoras de audio pero no se especializó en la producción en grandes cantidades de material para producir cinta, así que buscó la ayuda de Eastman Kodak, Meade Paper, Minnesota Mining and Manufacturing (3M) y Shellmar (fabricante de envolturas para pan).
Shellmar, a finales de la Segunda Guerra Mundial -en 1945-, produjo las primeras cintas para la grabadora Soundmirror BK 401 y la grabadora Mail-A-Voice de disco; 3M después se interesó en la producción de la misma tecnología en cinta y estableció un laboratorio de desarrollo. El físico Wetzel, quien trabajó para esta última compañía, previó el desarrollo de un mercado potencial en el extranjero y apoyó la fabricación de cintas de buena calidad a nivel internacional.

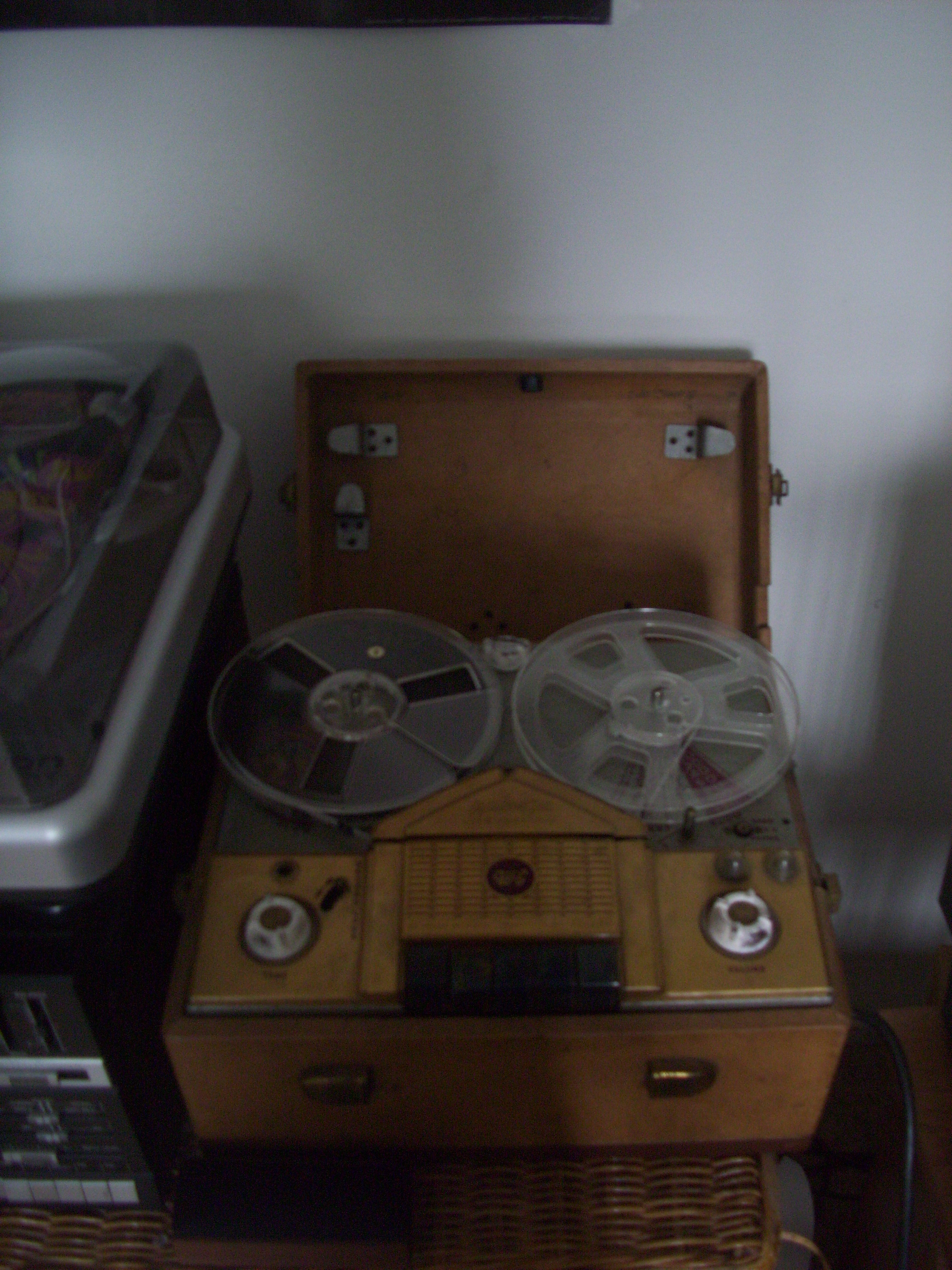
Grabadora magnética estadounidense modelo Wilcox-Gay de riel o bobina. Grababa audio en las primeras cintas magnéticas de celulosa y acetato producidas en EU. Equipo producido entre 1940 y 1950.

Mientras, los servicios de inteligencia estadounidenses desarrollaban las primeras cintas magnéticas en colaboración con la industria privada. Se exportaron a Alemania al final de la Segunda Guerra Mundial, por intervención del comandante supremo de las tropas de los Aliados en el Frente Occidental de Estados Unidos Eisenhower, quien dio órdenes de producir cintas en Norteamérica y destruir los reproductores y las cintas alemanas a causa de un bochornoso espectáculo público, provocado por un error cometido por miembros del Cuerpo de Señales (Signal Corp).
Al querer aprovechar el descubrimiento del magnetófono alemán, decidieron transmitir por radio un discurso grabado de Eisenhower; la transmisión creó confusión en los radioescuchas, ya que se percibía de fondo la voz sobrepuesta de Adolfo Hitler, y sus palabras se notaban más en los silencios del discurso. Los ingenieros del Cuerpo de Señales de Estados Unidos habían grabado el mensaje del militar incorrectamente en una cinta pregrabada por el Ministerio de Propaganda Alemana, debido a la poca cantidad de cintas encontradas y al desconocimiento del correcto uso del equipo incautado.

## Introducción de cinta magnética en radio y televisión
Otro estadounidense que aprovechó la incautación de equipo al final de la Segunda Guerra Mundial fue el técnico del cuerpo de señales Jack Mullin, quien rescató de Fráncfort dos Magnetófonos de la AEG y 50 carretes de grabación de Farben, los cuales envió a su casa para trabajar en ellos y mejorar su funcionamiento, con la intención de interesar a los estudios de películas de Hollywood en la grabación de sonidos de película, en una de sus dos presentaciones en 1947, Murdo McKenzie, director técnico de radio de Bing Crosby se interesó tanto en el equipo y presentó a Mullin con Crosby quien quedó impresionado de la calidad de sonido y utilizó el magnetófono en la radio para emitir sus programas grabados y no en vivo; En la estación utilizaba dos grabadoras que se reproducían simultáneamente, una con la grabación original la cual se reproducía al aire y la otra que se usaba como copia de respaldo para sustituirla en la emisión, en caso de romperse la cinta (antecedente de la Cinta Maestra en la radiodifusión y la práctica de hacer una copia).
Bing Crosby invirtió 50,000 dólares en la firma de electrónica Ampex para producir reproductores de cinta basados en las mejoras de Mullin al Magnetófono alemán; Las compañías Rangerton y Magnerecord también competían fabricando reproductores de audio (grabación magnética) para el mercado de consumo a mediados de 1950.
Mullin se percató que las cintas 3M eran muy buenas para reproducirlas en las máquinas que Ampex produjo a base de sus mejoras. Crosby influyó para que la radiodifusora ABC (American Broadcasting Company) comprara hasta 12 grabadoras y diera un giro a la radiodifusión en vivo; Jack Mullin y Ampex desarrollaron posteriormente el funcionamiento de un registrador de videocinta monocromático en 1950 y Charles Paulson Ginsburg se integró en 1952 como líder del equipo de desarrollo de mejoras de la grabadora de videocasete de color, inventada en 1954, ambos equipos fueron creados para grabar Crosby en sus programas de televisión (o TV).

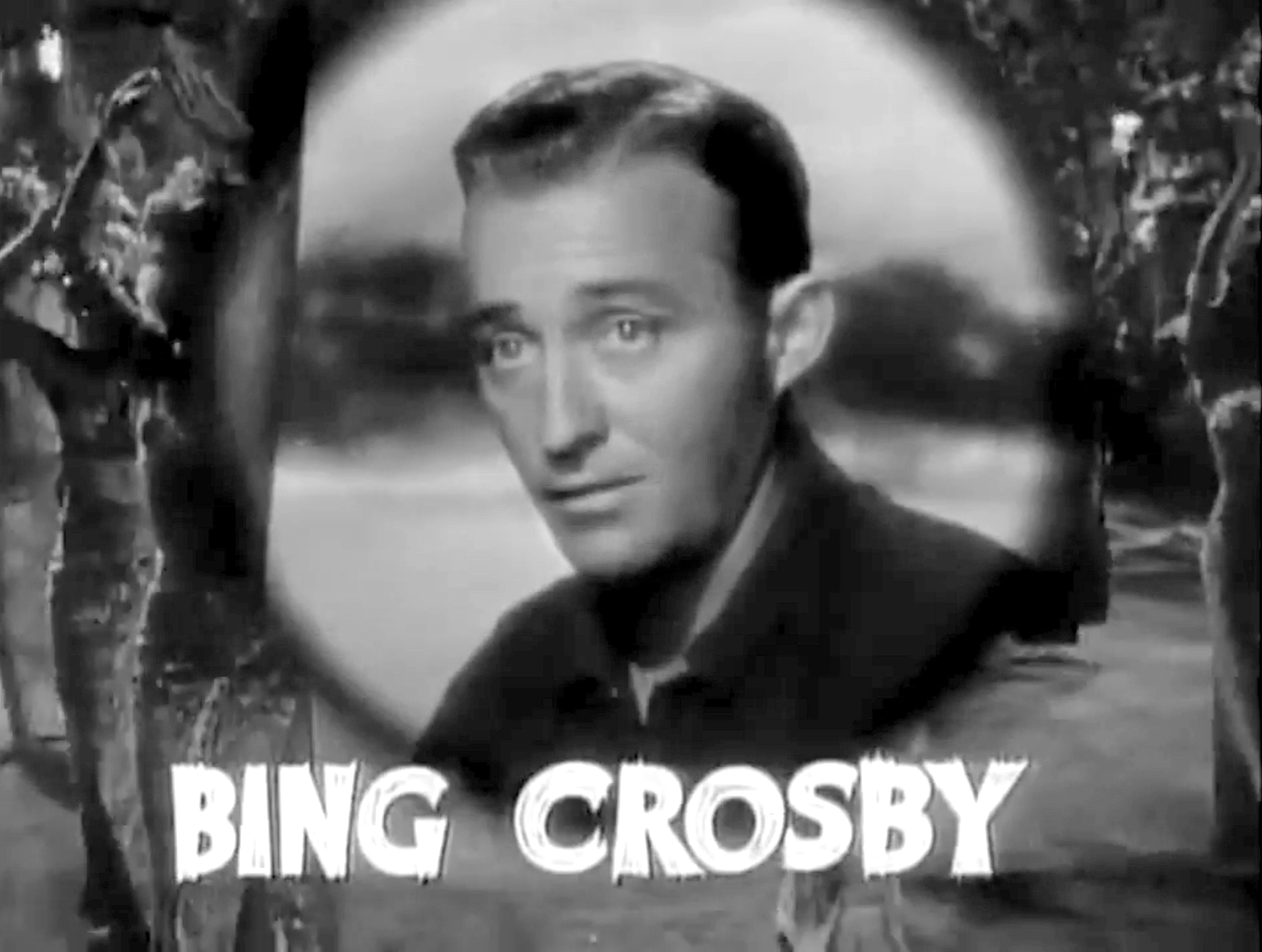
Bing Crosby, influyó en la radio y televisión para emplear tecnología de grabación magnética.

Ginsburg y el equipo de Ampex continuaron trabajando en las mejoras del equipo, redujeron la velocidad de grabación del VTR (Video Tape Recorder) o magnetoscopio patente número 2.956.114 de los EE. UU. redujeron las altas velocidades que recorrían hasta 240 pulgadas por segundo, sin perder la respuesta de alta frecuencia necesaria para grabar las emisiones de televisión, con estas mejoras se pusieron de acuerdo con la productora de 3M que logró adaptar sus cintas para soportar la tensión del mecanismo del equipo y la prueba definitiva del funcionamiento en la videograbadora con la cinta fue hecha en un avión, unas horas antes de la presentación formal en Chicago.
En 15 de abril de 1956, en la 31.ª convención anual de la NAB (National Association of Radio and Television Broadcasters) en Chicago. Ampex presentó la grabadora de video con el nombre comercial Mark IV (antes nombrada como Ampex VRX-1000) usaba una cinta 3M de 2” de ancho y recorría 15 pulgadas por segundo (ips) con sonido en amplitud modulada (AM) fue de los primeros modelos comercializados que empleaban el método de grabación Quádruplex.

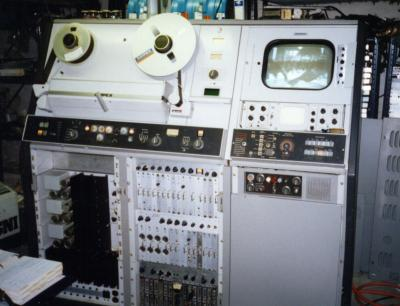
Magnetoscópio Ampex VRX2000 uno de los primeros modelos que grababan con cinta video magnética para la industria televisiva en blanco y negro(VTR).

La CBS fue la primera cadena televisiva que empleó la tecnología de VTR, comenzando a pregrabar sus emisiones en 1956; Las ventajas del uso de la tecnología de cinta magnética de vídeo sustituyeron las emisiones en vivo, además de que era un medio económico para las productoras, las desventajas del uso de la cinta fue la lenta edición al introducir comerciales entre programas por el cambio a modo digital, diferente al modo de edición sencillo que acostumbraban utilizar al emplear filme de película.
Las primeras ediciones en cinta magnética se les conocía en el medio como editado Kamikaze proceso que requería localizar el punto adecuado en el vídeo, al revisar la cinta se colocaba un líquido (Ampex lo nombró Edivue) a base de hierro carbónico para marcar líneas y pulsos de edición, estos podían ser visibles con un escáner magnético, a través de este proceso el ingeniero/editor localizaba los intervalos verticales en la cinta para cortar y posteriormente unir, se perdía medio segundo de audio el cual tenía que ser regrabado en la parte posterior de la cinta de video unida, usando una segunda máquina.
Para acelerar el proceso de editado, La NBC en Burbank desarrolló un método para editar cinta usando película kinescópica como trabajo de marcado de grabación y luego adaptando la cinta maestra a la película marcada para su edición. Uno de los primeros shows de televisión que hacía uso de esta técnica fue el Especial de Fred Astaire, editado en 1958. La técnica fue un éxito inmediato y los shows televisivos a raudales fueron editados ese primer año. Este fue el primer intento nombrado (edición independiente) off-line editing.
Ampex en 1961se dedicó a mejorar su grabadora de video VTR, compitió y unió esfuerzos con RCA (Radio Corporation of America) para hacer equipos compatibles blanco/negro y color, Ampex hizo la primera unidad móvil de VTR. Para introducir comerciales en la televisión (TV) sin la necesidad de hacer previa edición, presentaron a las emisoras la “cartuchera o librería robótica” con modelo TCR-100 de RCA y ACR-25 de Ampex en 1970 el primer equipo podía sostener 12 y el segundo equipo 24 cartuchos los cuales eran grabados y reproducidos de forma controlada y aleatoria, para publicidad en la televisión.

## Estandarización
En la reunión de la Society of Motion Picture and Television Engineers (SMPTE) en Los Ángeles en 1950, para conciliar estándares de fabricación y producción, se planteó el concepto de la grabación del sistema de Escaneo Helical (Helical Scan) para grabar en cintas de una pulgada y otras variantes de diseño de los mecanismos del equipo VTR, Eduard Shüller, quien trabajaba en Hamburgo para la empresa Telefunken, registró en una patente el desarrollo de una grabadora magnética con dos cabezas de grabación helical en 1953; En Japón Alemania y Estados Unidos se dedicaron a aterrizar el concepto para posteriormente presentarlo en la asociación.

## Uso de pistas en cinta magnética

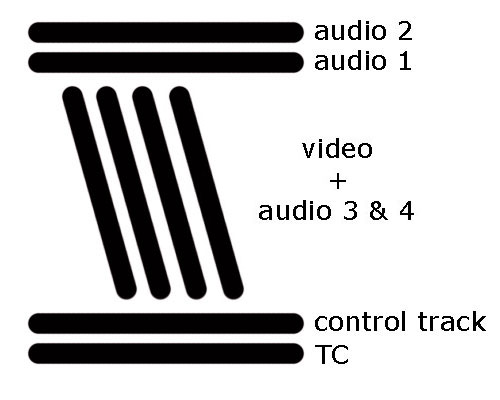
Esquema de grabado análogo en cinta magnética de video con formato Betacam, se aprecia en las trazas la ubicación de pistas de audio e imágenes.

A partir de 1948 Les Paul, un Amigo de Crosby e invitado regular en sus shows trabajaba con grabaciones sobrepuestas en disco. Adaptó la primera grabadora Ampex 200 adicionando cabezas de reproducción para cubrir la necesidad de unir las grabaciones independientes de instrumentos y solistas en una cinta magnética creando la primera Grabadora Multipista, Ampex, 3M, Scully Recording y otros fabricantes se ajustaron a las necesidades de los músicos e ingenieros de grabación para crear máquinas de 1 a 4 pistas (tracks) hasta llegar a la versión de 24 pistas que se lanzó al mercado a principios de los 90 los frutos de la era de la grabación análoga a través de estas máquinas de cinta trajo éxitos para The Beatles con Sgt. Pepper's Lonely Hearts Club Band, entre otros artistas. El ancho de cinta utilizado por cada mezcladora dependía del fabricante y del número de pistas del equipo que abarcaba desde ¼” hasta 2”. Más adelante surgió la necesidad de modificar los efectos de sonido como reverberación, coros y ecos o agregar más pistas al momento de editar, surgió la necesidad de emplear máquinas con código de tiempo de acuerdo estándares de fabricación y producción.
El uso de pistas también se aplicó en las cintas de video, con el método de grabación helical las trazas en la cinta tienen una ubicación especial para las pistas de audio. Un ejemplo del uso de las pistas de audio se aprecia claramente en el esquema de grabado del formato Betacam.

## Métodos de grabación

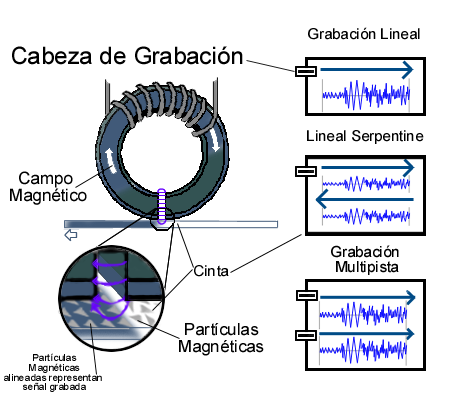
Método de Grabación Lineal. Cabeza lectora grabadora de audio o datos por ejemplo magnetófono o grabadora de formato casete.

La grabación magnética involucra registrar sobre la cinta magnética (cinta con material magnetizable) impulsos magnéticos en forma de señales análogas o digitales por codificar, la información puede ser accedida repetidamente, una característica de este medio es que la cabeza codificadora debe estar en contacto directo con la superficie magnética y provocar un movimiento constante para ser leída a través de movimiento mecánico es decir manualmente o a través de un motor.
Los métodos de grabación son una forma de clasificar la tecnología y cada cambio ha reutilizado la cinta magnética para aprovechar el medio de almacenamiento:
Grabación Lineal.

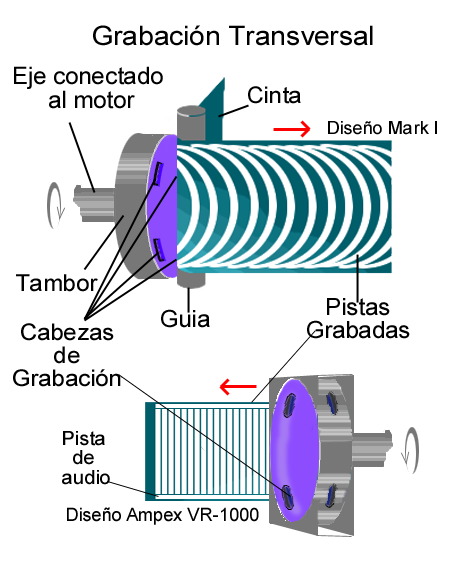
Método de Grabación Transversal. Cabeza lectora grabadora utilizada en video de los equipos desarrollados por Ampex El MarkI y VR-1000 que fue la primera videograbadora a color.

Con la grabación de señales análogas y digitales que se registran en la cinta magnética como audio o datos codificados, se puede observar en las primeras cintas la traza de la señal en forma de línea horizontal, de acuerdo a las necesidades de ingenieros en audio video o datos, hubo variantes como la grabación en pistas que comprenden múltiples trazas horizontales grabadas con diferentes cabezas que podían ser reproducidas al mismo tiempo o el Lineal serpentine que al momento de llegar al final de la cinta la cabeza grabada en dirección opuesta trazando una segunda línea parealela lo que dio inicio a la necesidad a mayor capacidad de almacenamiento. De este modo se llegó a conseguir 185 TB en un modelo presentado en 2014.
Grabación Transversal.
Para aprovechar la superficie grabable de la cinta magnética se diseñó un tambor giratorio con cuatro cabezas de grabación para almacenar video el cual requiere mayor cantidad información almacenada a lo ancho de la cinta, mientras las cinta estaba en constante movimiento cada pista está ligeramente inclinada, muy pocos equipos utilizaron este método de grabación como las grabadoras Mark I y Mark II de Ampex nombraron esta tecnología de grabación como "Quádruplex".
Grabación Helical.

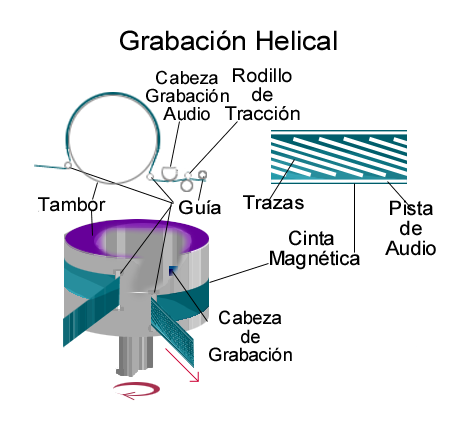
Método de Grabación Helical. Cabeza lectora grabadora para video en los equipos desarrollados en Japón Alemania y Estados Unidos a partir de 1963.

Para perfeccionar el modo de grabación transversal se redujeron de cuatro cabezas a dos que rotan en diferentes ángulos hacia la dirección en la que la cinta se transporta, para lograr una secuencia de grabación continua y mayor superficie de cinta aprovechada, se pueden apreciar las trazas de la cinta grabadas diagonalmente a lo largo de esta.
Otros usos de la cinta magnética es la derivación a banda magnética empleada para la certificación de documentos, pagos por medio de tarjetas bancarias, validación de boletos y tarjetas de identificación, emplean la ADC (analogue to digital converter).Las señales digitales representan bits de información de cero a uno, el lector transforma estas señales en datos de información. Los formatos empleados son análogos y/o simbología de código de barras para transformarlos a caracteres ASCII.
Con el método de grabación Lineal, Transversal (Transverse Wave), Escaneo Helical (Helical Scan) y el siguiente método de grabación que sustituye a la cabeza de grabación por el lector y grabador con tecnología láser empleando el método de Grabación perpendicular o Fotónica del Spin (Photonics of Spin). Para su fabricación y estandarización se emplean diversos formatos de transportación de la cinta magnética para incorporarlos al equipo como un componente con el fin de lograr satisfacer las necesidades de grabación auditiva, audiovisual y datos extendiéndose dependiendo de su éxito del mercado profesional al mercado de consumo.

## Adaptación para almacenamiento de datos

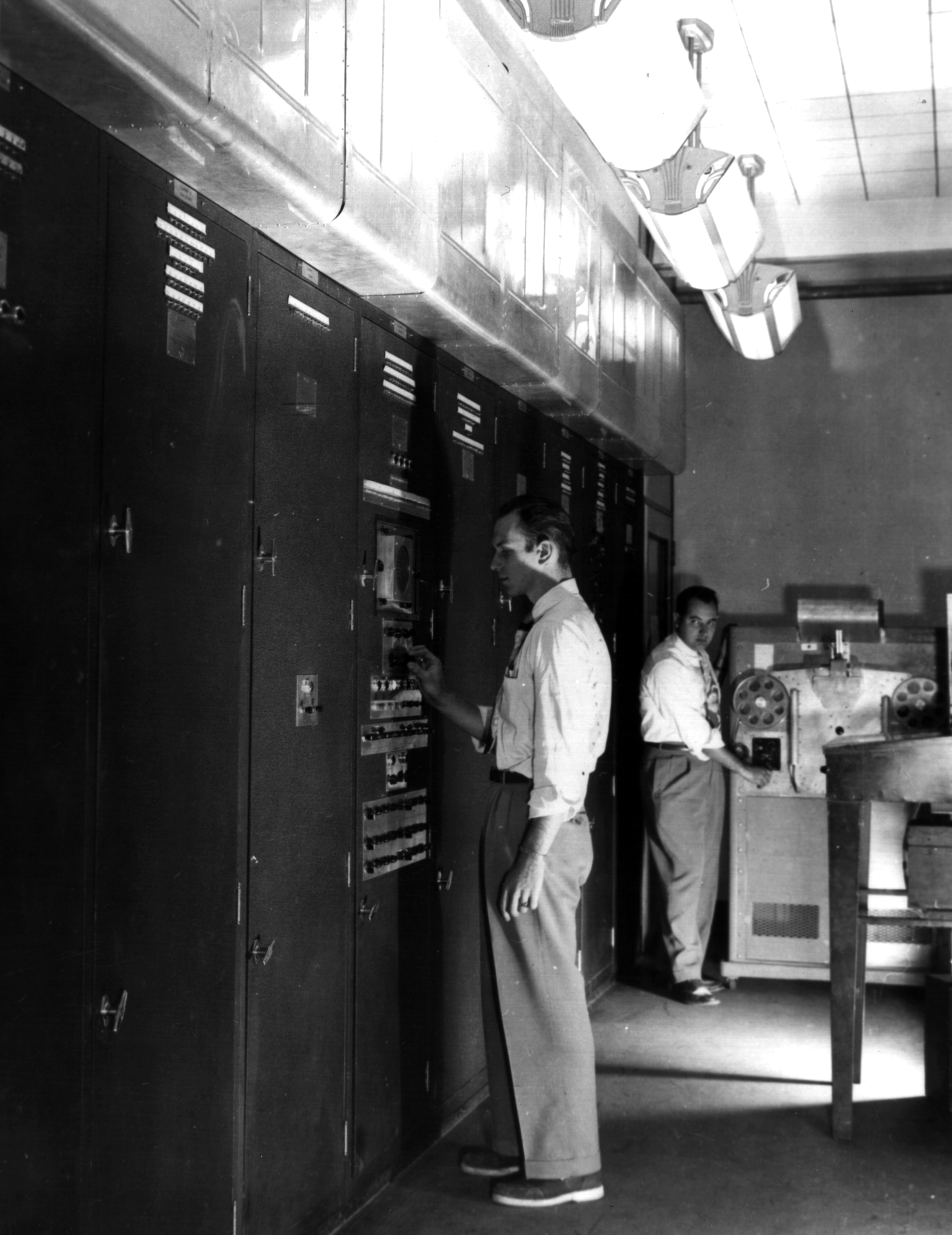
1949 Edvac fue la primera computadora que empleó cinta magnética como medio de almacenamiento de datos.

Las primeras computadoras fueron usadas para descifrar código alemán durante la Segunda Guerra Mundial (Mark I - 1943); calcular trayectorias de proyectiles (ENIAC - 1946), mejorar los problemas encontrados en la computadora ENIAC (EDVAC - 1949) y para predecir la elección presidencial (UNIVAC I - 1952). Los creadores de estas últimas computadoras fueron J. Presper Eckert y John William Mauchly, Herman H. Goldstine, John von Neumann.

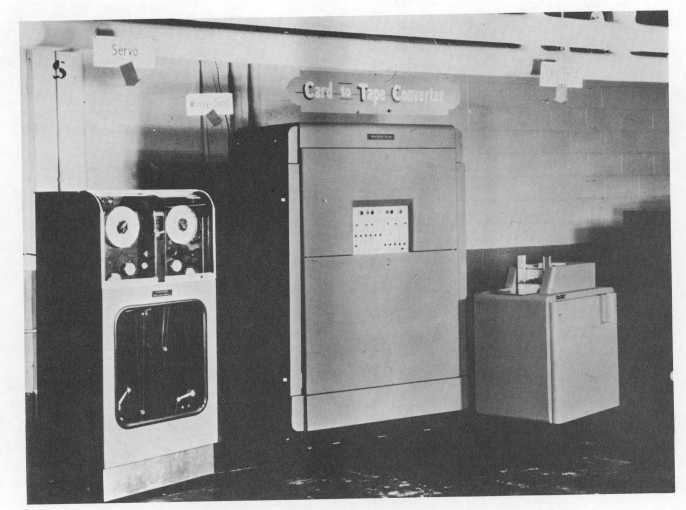
Tape-to-Card_Converter de 1955. Primer convertidor de cinta a tarjeta, usaba formato de cinta Uniservo fabricado por Remington Rand para la computadora UNIVAC.

En 1949 EDVAC fue la primera computadora que empleó la cinta magnética como medio de almacenamiento de datos, fue de las primeras computadoras que procesaba con sistema binario en lugar de decimal y un lector grabador de cinta magnética.
UNIVAC en 1955 fue de las primeras computadoras que solucionó la necesidad de convertir grandes cantidades de información previamente almacenada en tarjetas, la mayoría de los equipos utilizados en ese tiempo solo disponían de interfaz para la lectura de tarjetas perforadas, usaba un equipo auxiliar externo para convertir el medio de almacenamiento de datos, de tarjeta perforada a cinta magnética y de cinta magnética a tarjetas perforadas. Leía, revisaba y convertía hasta 120 tarjetas por minuto y grababa en la cinta magnética conocida comercialmente como Uniservo para la UNIVAC modelo 1103A.
UNIVAC fue dirigida para solucionar necesidades para el gobierno, comercio, ciencia e industria. El giro comercial en dónde más se utilizó fue en el ramo de seguros e industria con más de 1000 empleados cuya información se almacenaba en las cintas magnéticas ingresándolo de 2 formas diferentes por el convertidor de tarjetas o con máquina de escribir eléctrica nombrada Unityper que convertía los caracteres (letras) a sistema binario, el equipo podía procesar 12.000 caracteres por segundo para hacer la declaración de impuestos, tendencias de análisis de mercado, registro de costos, cuentas por recibir o pagar, control de producción, declaración de comisiones, valuaciones, reportes estadísticos, pago de impuestos, deducciones por número de seguridad social, cuotas sindicales, análisis del trabajo a destajo, inventarios, tarifas por horario, tasas por hora extras, salarios y comisiones. En 4 horas se obtenían listados detallados impresos de 1500 empleados.
En 1987 entra al mercado la Digital Audio Tape (DAT) que fue un formato dirigido al sector profesional que requería en su momento un sistema de grabación digital con el cual poder efectuar el máster para CD, ya que en el momento de la invención del disco compacto, todos los másteres de 2 pistas se realizaban en cinta abierta de 6,35 mm.

## Formatos de cinta magnética

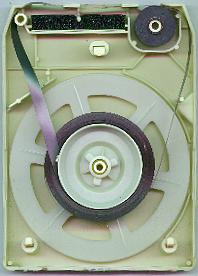
Formato de cartucho de cinta magnética de 2" con 8 pistas.

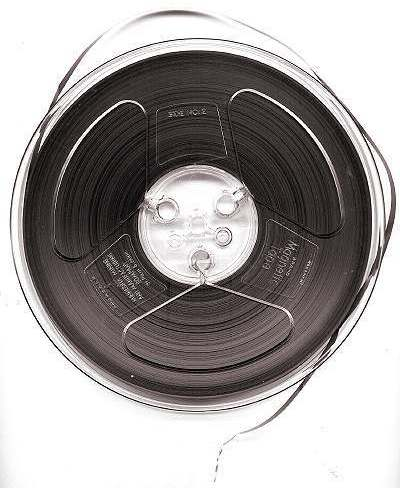
Riel, Carrete o Bobina con Cinta Magnética para grabación de audio en Magnetófonos.

A partir de 1933 el uso de rieles, carretes o bobinas fueron los más utilizados para transportar el medio magnético, unidades imprescindibles para el funcionamiento de los equipos de grabación de audio y vídeo.
La aparición de otro formato de grabación y reproducción fue utilizada en la radio, televisión y para la telefonía, los primeros cartuchos aparecieron en 1959 con el formato nombrado Fidelipac o Lear Cartridge para grabaciones de 8 pistas de audio, en 1969 se utilizaron los primeros cartuchos en RCA (Radio Corporation of America) para introducir comerciales en televisión con el nuevo equipo de videograbación lanzado como “cartuchera o librería robótica”.
Con la necesidad de almacenar datos en las primeras calculadoras personales de HP (Hewllet Packard) se introdujo en 1972 la calculadora DC300 con cartucho de cinta para descargar programas en el sistema central electrónica de AT&T, columna vertebral del sistema telefónico mundial en los setenta.
En 1963 Philips introdujo el formato compact casete, al principio se reproducía en pequeñas máquinas portátiles como la grabadora Norelco Carry-Corder 150. El formato de la cinta del casete era de 1/8 de pulgada, contenía 4-pistas y corría a 1-7/8 ips (pulgada por segundo), almacenaba 30 o 45 minutos de música estéreo por lado. El casete Philips tenía un 1/4 del tamaño de los cartuchos marca Fidelipac o Lear cartridge, fue muy popular este formato de transportación del medio ya que la licencia del formato se liberó y fue gratuita, podía ser empleada por cualquier fabricante libre de demanda legal.

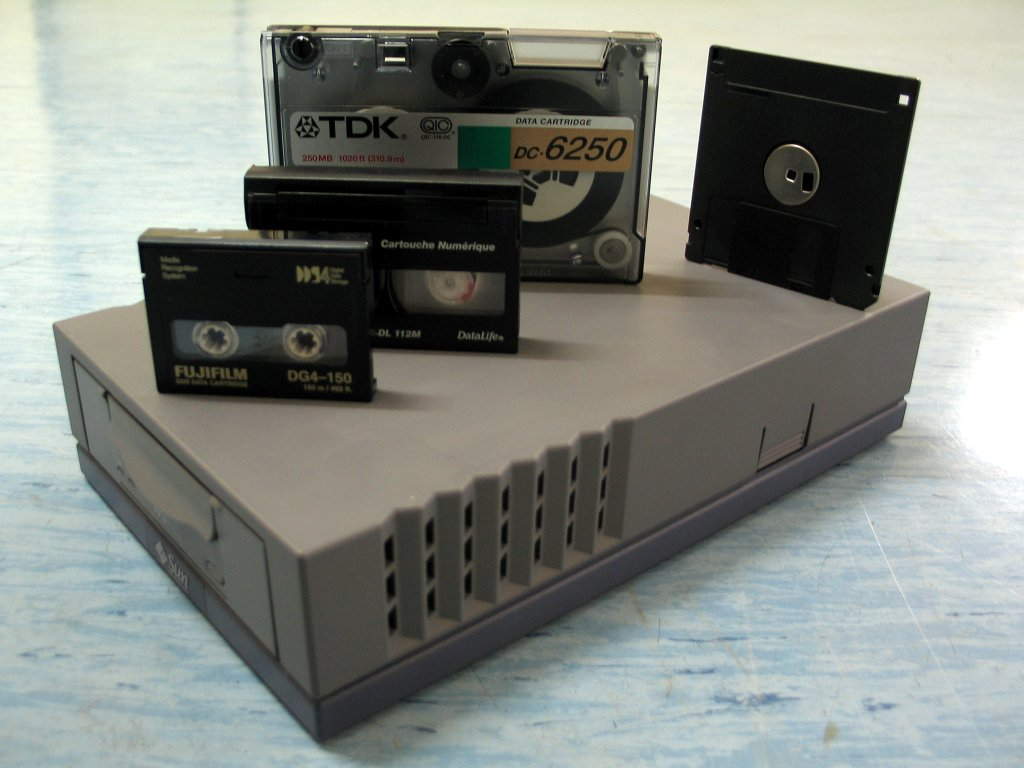
Casete de diferentes formatos.

Sony aprovechó esta alternativa para transportar el medio de grabación, en 1969 presentó el prototipo y lanzó el primer formato de videograbadora U-matic de casete para el mercado profesional en 1971 en 1975 el formato Betamax fue introducido para ser reproducido en los aparatos de video caseros conocidos como VCR (Videocasete Recorder).
Ampex y Avco buscaban seguir desarrollando nuevos mercados de consumo casero de grabadoras VCR con formato de ½ pulgada de cinta magnética. En 1976 JVC introdujo el formato VHS (Video Home System)el cual compitió por el mercado de consumo para imponer su formato.